# Delphinium nurguschense
Delphinium nurguschense là một loài thực vật có hoa trong họ Mao lương. Loài này được Kulikov mô tả khoa học đầu tiên năm 2000.